# Lappula lipschitzii
Lappula lipschitzii är en strävbladig växtart som beskrevs av Mikhail Grigoríevič Popov. Lappula lipschitzii ingår i släktet piggfrön, och familjen strävbladiga växter. Inga underarter finns listade i Catalogue of Life.